# Athurmodes spreta
Athurmodes spreta là một loài bướm đêm trong họ Erebidae.